# Forced to Mode
Forced To Mode ist eine deutsche Depeche-Mode-Tribute-Band. Sie besteht aus Christian Schottstädt (Gesang, Keyboards), Thomas Schernikau (Keyboards, Gesang) und Matthias Kahra (Gitarre). 

## Geschichte
Christian Schottstädt wurde 1977 geboren und startete seine musikalischen Aktivitäten 1992 mit einer Schüler-Coverband. Forced To Mode wurde 2011 anlässlich eines EBM-Konzerts in Sandersleben als Nebenprojekt zu Forced Movement initiiert. Im Jahr 2008 spielten Forced Movement auf dem Cover-Festival Depeche Mode Goes Rock drei Lieder, wovon zwei viral gingen. Die Stücke weckten das Interesse eines Veranstalters, der die Musiker überredete, ein komplettes Cover-Set zu spielen.
Grundlage für den Auftritt bildeten Aufnahmen von Depeche Mode-Covern, die Schottstädt bereits 2006 produziert hatte. Forced to Mode erspielte sich in den folgenden Jahren mit Auftritten in Deutschland, Dänemark, Tschechien und mehr den Ruf als „die einzige relevante Depeche-Mode-Coverband“. Mit über 450 Konzerten, mit diversen Motto-Vorstellungen, zu denen Alben, B-Seiten oder Lieder mit Orchesterbegleitung gespielt wurden und Auftritten auf populären Festivals der Schwarzen Szene wie dem Wave-Gotik-Treffen, dem E-Tropolis und der Nocturnal Culture Night erarbeitete sich das Trio ein beständiges Publikum. Entsprechend wird Forced To Mode als die „weltbeste Depeche Mode-Coverband“ rezipiert und trat bereits in 18 Ländern innerhalb Europas auf.

## Repertoire und Veröffentlichungen
Die Band spielt ausschließlich Coverversionen von Depeche-Mode-Titeln und erreicht durch die große stimmliche Ähnlichkeit des Sängers zu Dave Gahan von Depeche Mode einen sehr ähnlichen Klangeindruck. Die Bandmitglieder verstehen sich als Fans von Depeche Mode der 1980er und 1990er Jahre. Versuche, eigene Titel zu komponieren und bei den Konzerten zu spielen, wurden nicht weiter verfolgt. Das Repertoire umfasst mehr als 130 Stücke, darunter diverse Titel, die von der Originalband nicht live gespielt werden.
In Kooperation mit dem Musikmagazin Sonic Seducer entstanden fünf Tribut-Alben, die als Heftbeilagen veröffentlicht wurden. Alle Tribut-Alben widmeten sich einem Album von Depeche Mode. So 2018 35 Years of Construction Time Again, 2019 35 Years of Some Great Reward: A Tribute to Depeche Mode - Live and Acoustic Versions, 2020 30 Years of Violator, 2021 40 Years of Speak & Spell + 10 Years of Forced to Mode und 2023 30 Years of Songs of Faith and Devotion. Außerdem veröffentlichte das Trio zwei Akustikalben.

## Diskografie
- 2018: 35 Years of Construction Time Again (Thomas Vogel Media, Sonic Seducer)
- 2019: 35 Years of Some Great Reward: A Tribute to Depeche Mode - Live and Acoustic Versions (Thomas Vogel Media, Sonic Seducer)
- 2020: 30 Years of Violator (Thomas Vogel Media, Sonic Seducer)
- 2021: Acoustic Lounge Session (Last Recordings)
- 2021: 40 Years of Speak & Spell + 10 Years of Forced to Mode (Thomas Vogel Media, Sonic Seducer)
- 2022: Acoustic Collection (Last Recordings)
- 2023: 30 Years of Songs of Faith and Devotion (Thomas Vogel Media, Sonic Seducer)